# Thysanofiorinia
Thysanofiorinia är ett släkte av insekter. Thysanofiorinia ingår i familjen pansarsköldlöss.
Kladogram enligt Catalogue of Life:
| Thysanofiorinia | \| \| Thysanofiorinia leei \| \| \| \| \| \| Thysanofiorinia nephelii \| \| \| \| |
|                 | \| \| Thysanofiorinia leei \| \| \| \| \| \| Thysanofiorinia nephelii \| \| \| \| |
|                 | Thysanofiorinia leei                                                              |
|                 |                                                                                   |
|                 | Thysanofiorinia nephelii                                                          |
|                 |                                                                                   |